# Scaphyglottis crurigera
Scaphyglottis crurigera é uma espécie de orquídea epífita, família Orchidaceae, que habita do México ao Panamá e o Equador.